# Lissodendoryx flabellata
Lissodendoryx flabellata är en svampdjursart som beskrevs av Burton 1929. Lissodendoryx flabellata ingår i släktet Lissodendoryx och familjen Coelosphaeridae. Inga underarter finns listade i Catalogue of Life.